# USS Hornet (CV-12)
USS Hornet (CV-12) bio je američki nosač zrakoplova u sastavu Američke ratne mornarice i jedan od nosača klase Essex. Izvorno je bio nazvan Kearsarge, ali je u čast potopljenog nosača USS Hornet (CV-8) preimenovan. Bio je osmi brod u službi Američke ratne mornarice koji nosi ime Hornet. Služio je od 1943. do 1970. godine. Sudjelovao je u borbama u Drugom svjetskom ratu, Vijetnamski rat i sudjelovao je u svemirskom programu Apollo.
Povučen je iz službe 1970. godine, a 1998. postavljen je kao muzejski brod.

### Zajednički poslužitelj
|  | Zajednički poslužitelj ima stranicu o temi USS Hornet (CV-12)    |
|  | Zajednički poslužitelj ima još gradiva o temi USS Hornet (CV-12) |